# 21160 Saveriolombardi
21160 Saveriolombardi è un asteroide della fascia principale. Scoperto nel 1993, presenta un'orbita caratterizzata da un semiasse maggiore pari a 3,0156290 UA e da un'eccentricità di 0,0524995, inclinata di 9,65273° rispetto all'eclittica.